# Schönberger Margit
Margaret Mahler (leánykori neve: Schönberger Margit; Sopron, Osztrák–Magyar Monarchia, 1897. május 10. – New York, USA, 1985. október 2.) magyar orvos, pszichiáter, pszichológus, gyermekpszichológus.

## Életútja
Schönberger Margit anyja német, édesapja német zsidó volt. Középiskolai tanulmányait Budapesten végezte a Váci utcai Gimnáziumban.  A költözés fontos szerepet játszott az életében, hiszen Budapesten találkozott Ferenczi Sándorral, akinek a hatására kezdte el Freud munkáit olvasni. Felsőfokú tanulmányait művészettörténet szakon kezdte, később azonban átjelentkezett az orvosi egyetemre. A müncheni egyetemen folytatta tanulmányait, innen zsidó származása miatt távoznia kellett. 1922-ben a jénai egyetemen diplomázott, és ebben az időszakban fedezte fel a gyerekkori fejlődés fontosságát. 1936-ban Paul Mahler bécsi vegyész felesége lett. Bécsben végezte el a pszichoanalitikus iskolát, innen azonban 1938-ban az Anschluss és az ezzel együtt járó  zsidóüldözés miatt férjével az Egyesült Királyságba, majd még ugyanebben az évben az Amerikai Egyesült Államokba költöztek.

## Mahler tárgykapcsolat-elmélete
Mahler szerint az újszülött gyermek képtelen különbséget tenni az én és a másik között. Életük korai szakaszában a csecsemő pszichológiai fúziót alkot az anyával. Ezt a szimbiotikus kapcsolatot Mahler anya-gyerek duáluniónak nevezte el. Az elmélet szerint a személyiség fejlődése nem más, mint a fúzió felbomlásának folyamata. Ez a szakasz a hatodik hónap körül kezdődik. Ekkor kezdi a gyermek érzékelni, hogy másoktól különálló entitás. Ez a szeparációs individualizációs folyamat fokozatosan megy végbe. A gyermeknél az individualizácó motívuma mellett jelen van az anyához történő visszatérés vágya, ami ambivalens érzéseket kelt. Ennek hatására létrejön a szeparációs szorongás, és ennek a belső konfliktusnak a kezelése, illetve ennek módja meghatározza a felnőtt személy konfliktuskezelési hatékonyságát. A harmadik évben kialakul az anya stabil mentális reprezentációja, beépülnek a vele kapcsolatos attitűdök, érzések. A tárgykapcsolat tehát internalizálódik, melyet a szocializáció folyamán kétféleképpen hasznosíthat az egyén. Egyik esetben az így kialakított képet a másikról csak az anyjához való viszonyában használja fel, míg a többi kapcsolatában további tapasztalatokra támaszkodik. A másik lehetőség, hogy az internalizált képet az énen kívüli anyáról másokra is alkalmazza. A tárgykapcsolati elmélet hívei szerint mindenkinél az utóbbi jelenik meg, minden kapcsolatunkhoz ez alapján viszonyulunk. Mahler és munkatársai gyermek-anya párok éveken át történő megfigyelésével alapozták meg a kora gyermekkori kapcsolatok befolyásoló szerepére vonatkozó fejlődéselméletet.
A megfigyelések alapján, miszerint bizonyos változások meghatározott életkori szakaszokban, fejlődési fázisokban lépnek fel, az individualizáció négy alfázisra osztható, melyek előtt Mahler és munkatársai két előkészítő fázist határoztak meg.

## Előkészítő fázisok

### Normál autisztikus fázis (0-1 hónap)
Ebben a szakaszban a csecsemő (a praenatalis állapothoz hasonlóan) védve van a külső ingerektől. Élettani folyamatok állnak előtérben, az alvási illetve alváshoz hasonló szakaszok vannak túlnyomó többségben. Szükséglet – feszültségek (pl.: éhség) áttörik ezeket az alvási fázisokat, igényeinek kielégítése után a csecsemő ismét alvásba merül.
A szükségletekből származó feszültség illetve a szükségletek kielégítésének az észlelése által képződnek a gyermekben az ingerek két ellentétes tulajdonságának első engramjai: örömteli-örömtelen, jó-rossz.
Feltételezhetjük, hogy ezek az emléknyomok eredetileg differenciálatlan ösztönenergiák által megszálltak. Ebben az összefüggésben beszélhetünk a legkoraibb pszichofiziológiai self-ről. Az újszülött még nem észleli, hogy a szükséglet kielégítése egy másik tárgy által történik, hanem azt a saját mindenható, autisztikus környezetétől függőnek észleli. Ezt az állapotot primer nárcizmusnak nevezik.

### Szimbiotikus szakasz (2-4 hónap)
A kezdeti homályos észlelés által, miszerint a szükségletek kielégítése egy külső tárgytól függ, az autisztikus burok repedezni kezd. A csecsemőnek a tárgyhoz való viszonya szimbiotikus: az Én még nem tud elkülönülni a nem Én-től. A csecsemő számára ő és az anya egy közös, mindenható rendszert alkotnak a külvilággal szemben. Az anya mint rész-tárgy, libidinózus megszállás alá kerül. Az anyával kapcsolatos első tapasztalatok a világról való első tapasztalatok is egyben. Ezen tapasztalatok mintájára alakulnak a későbbi emberi kapcsolatok.

## Alfázisok

### A testséma differenciálódása és fejlődése
A csecsemő ebben a fázisban kezd különbséget tenni közte és az anya közt. Megjelenik az anya felé irányuló specifikus mosoly (ez utal a szakasz kezdetére). A gyermek ébredés utáni tekintete megváltozik, figyelmesebbé válik. A leválás és individuáció kipróbálása 6 hónapos korban azzal kezdődik, hogy a gyermek “megvizsgálja” az anya arcát és testét vizuálisan és taktilisan egyaránt. Ez a kifürkészés, mely az Én és nem - Én közti különbségtevést célozza – az individuáció folyamatát segíti. 7-8 hónapos kortól kezdi a csecsemő az anya összehasonlító letapogatása során az ismertnek az ismeretlennel való összehasonlítását. Megfigyelései alapján Mahler azt a következtetést vonta le, hogy a gyerekek között nagy különbségek vannak az idegenekkel szembeni viselkedés tekintetében. Olyan gyermekeknél, akik optimális szimbiotikus fázison estek át, kíváncsiság és rácsodálkozás figyelhető meg. Akik nem tudták kialakítani az ősbizalmat, az idegenektől való szorongás különböző erősségű formái jöttek létre.

### A leválás gyakorlása

#### Korai gyakorló fázis
A motoros fejlődés révén a gyermek erősebben fordul a környezete felé – eltávolodhat az anyától, miközben az anya marad a gyermek számára a fix pont, a háttérbázis, ahová visszatér érzelmi feltankolás céljából. Ebben a szakaszban történik a saját test és a nem anyai világ libidinózus megszállása. Az anya-gyerek interakciók, illetve az internalizált anyai résztárgyak különböző sémái vezetnek ennek az alfázisnak a különböző kialakításához. Minél jobban tud az anya és gyermeke a távolságon keresztül kontaktust tartani, annál könnyebben és messzebb tud a gyermek az anyától eltávolodni.

#### A tulajdonképpeni gyakorlás fázisa
A fázis a felegyenesedett előrehaladással kezdődik. Megkezdődik a “külvilággal való szerelmi viszony”, a nárcizmus a tetőpontján van. A járással kitágul a tér, a gyermeket szinte elkábítják az új lehetőségek. A motoros képességek libidinózus megszállása jön létre. A járás az anya számára is nagy jelentőségű: mintha a gyermek bizonyítaná, hogy már önálló emberi lény anyában ambivalencia: büszkeség – szorongás, örül és félt is.

### Újraközeledés
Kb. a 2. életév felénél lép a gyermek az újraközeledés fázisába. A szimbolikus nyelv és a szimbolikus játék, valamint az emocionális és motoros differenciálódás mellett a kisgyermek az anyától való elváláskor ismét megnövekedett szorongást él át, amit az előző szakaszban látszólag elfelejtett. A gyermek megszerezte az identitás első formáját, de ehhez le kellett válnia az anyáról, amit a nárcisztikus túláradásban még nem élt meg fájdalmasan. Az újraközeledés szakaszában tudatosul a gyermekben az anyától való tényleges leválás, és ezzel együtt fellép az anya iránti igény. Mahler az újraközeledési fázisban három stádiumot különít el:
- az újraközeledés megkezdését
- az újraközeledési krízist
- ennek a krízisnek az individuális megoldását.

Az anyától való elkülönülés megélése által a tárgyvesztéstől való félelmet a szeretett tárgy szeretetének elvesztésétől való félelem váltja fel. Kibővül a gyermek világa: az apát (aki nem áll kívül ugyan a szimbiotikus egységen, de nem is integrált része) bevonja. A gyerek felfedezi az anatómiai különbségeket, kapcsolatot teremt pót-tárgyakkal és más gyerekekkel. Létrejön a “nem”, a célirányos bosszúság és agresszivitás. A 18. hónap körül szaporodnak a konfliktusok, amelyek részben a gyermek mindenhatóság és grandiozitás iránti igényéből, másrészt az anyára való rászorultságból és a tőle való függésből erednek = újraközeledési krízis. A gyermek hangulata ingadozó, gyakran elégedetlen, határozatlan. Az újraközeledés krízise kevésbé kifejezett olyan gyerekeknél, akik bizalmas viszonyban vannak az anyával. A krízis leküzdésének fontos összetevője, hogy az anya legyen optimálisan elérhető, és fogadja el (értse, kezelni tudja) a gyermek ambivalenciáját. Szükséges az is, hogy az anya kész legyen a gyermek érzelmi elengedésére. A 21. hónap körül csökkennek az újraközeledési harcok, a gyerekek megtalálják az anyához való optimális távolságot.

### Az individualitás és a tárgyállandóság megszilárdítása
A negyedik alfázis a 20-22. hónaptól a 30-36. hónapig tart, mely során kialakul egy meghatározott individualitás és bizonyos mértékű tárgyállandóság. Az emocionális tárgyállandóság elnyerése egy állandó, pozitívan megszállt belső anyakép fokozatos internálásától függ. Ennek feltétele egyrészt az “anyai szenvedély” tér-időbeni identitásának kognitív ismerete, másrészt a “jó” és a “rossz” tárgyaknak egy össz-reprezentációvá való egyesülése. Ezáltal levezetődik az agresszív és libidinózus ösztönök keveréke és a tárgyakra irányuló gyűlölet enyhül. Ha a tárgyállandóság elér egy bizonyos fokot, az anya távolléte helyettesíthető a belső képével, ami az ösztönigényektől és a belső kellemetlen érzésektől függetlenül viszonylag stabil marad. Így az átmeneti elválások hosszabb ideig és jobban elviselhetők.  Ebben a szubfázisban a belső tárgykép kialakítása mellett a self reprezentánsainak megalkotása is zajlik, mely fontos az identitás érzésének kialakulásához. Mahler abban látja a lelki egészség legfontosabb feltételét, hogy a gyerek megszerzi és megőrzi azt a képességet, hogy az önértékelését egy viszonylagos libidinózus tárgyállandóság kontaktusában fenntartja, vagy helyre tudja állítani.
A harmadik életév körül minden gyermeknél kialakul egy individuális konstelláció. Ez az anya addig megtapasztalt optimális vagy nem egészen optimális beleérző személyiségének, illetve azoknak az anyai képességeknek az eredménye, amelyekre a gyermek reagál. Ez a reakció kiterjedhet az apára, és meghatározza a gyermek viselkedését az egész pszichoszociális mezőben, amellyel a gyermek fejlődése során konfrontálódik.

## Szerepe a magyar tudományos közéletben
Magyarországon egészen az 1990-es rendszerváltásig nem került előtérbe Schönberger Margit élete és munkássága, jelenleg is mindössze két későbbi kiadású műve (egyik német, a másik magyar nyelven) szerepel az Magyar Országos Központi Katalógusban (MOKKA), okai közismertek, a pszichológia és a pszichoanalízis háttérbe szorítása, a pedológia betiltása (1948-1989).

## Magyarul
- A főnököm egy... seggfej. Munkahelyi túlélőtréning; ford. Lángfalvy Anna; Alinea, Bp., 2005

## Kötetei magyar közkönyvtárakban
- Die psychische Geburt des Menschen : Symbiose und Individuation[1] / Margaret S. Mahler, Fred Pine, Anni Bergman ; aus dem Amerikan. von Hilde Weller. Frankfurt/M : Fischer, 1993. 375 p.

## Fordítás
- Ez a szócikk részben vagy egészben a Margaret Mahler című angol Wikipédia-szócikk ezen változatának fordításán alapul.  Az eredeti cikk szerkesztőit annak laptörténete sorolja fel. Ez a jelzés csupán a megfogalmazás eredetét és a szerzői jogokat jelzi, nem szolgál a cikkben szereplő információk forrásmegjelöléseként.